# دبليو. رايس ارين
دبليو. رايس ارين (بالإنجليزية: W. Rice Warren)‏ هو لاعب كرة قدم أمريكية أمريكي، ولد في 22 ديسمبر 1885 في هاريسونبورغ في الولايات المتحدة، وتوفي في 17 نوفمبر 1969 في مقاطعة أورانج في الولايات المتحدة.